# درک فار
دِرِک فار (به انگلیسی: Derek Farr) یک هنرپیشه اهل بریتانیا بود.
از فیلم‌ها یا مجموعه‌های تلویزیونی که وی در آن‌ها نقش داشته‌است می‌توان به قتل بدون جرم، داستان همسران جوان، تهران، خیابان باند، سدشکنان و پاپ ژوان اشاره نمود.